# Rose Gelbert
Rose Gelbert, nata Rose Froment-Meurice (Parigi, 19 febbraio 1874 – 1956), è stata una golfista francese.
Partecipò ai Giochi olimpici del 1900 di Parigi nel torneo golfistico femminile, dove giunse nona.